# ボッシュブルーウィンズ
ボッシュブルーウィンズ（BOSCH Blue Winds）は、ボッシュオートモーティブシステム（現・ボッシュ）が埼玉県東松山市で運営していた男子バスケットボールチームである。

## 歴史
1950年「ヂーゼル機器東松山工場バスケットボール部」として創部。
1990年、社名変更に伴い「ゼクセルブルーウィンズ」に変更。
1995年、全日本実業団バスケットボール競技大会で初優勝。
1996年より日本リーグ参戦。初年度で2部優勝により1部（後のスーパーリーグ）昇格。
1997年には日本バスケ界を代表する名将のひとり榎本日出夫がヘッドコーチに就任。この頃には他チームを解雇、チーム自体が休廃部となるなどして行き場を失った選手を次々と移籍獲得するようになった。
2000年、再び社名変更に伴い「ボッシュ」に変更。
2001年にバスケ界初の試みとして全国を対象にしたトライアウトを実施するも、2002年休部。最後のオールジャパンでは準優勝となった。

## 過去の成績

### 旧JBL
| 年度 | リーグ         | ディビジョン   | 回 | レギュラーシーズン | レギュラーシーズン | レギュラーシーズン | セミファイナル | セミファイナル | ファイナル | ファイナル | 最終結果 |
| 年度 | リーグ         | ディビジョン   | 回 | 勝                 | 敗                 | 順位               | 勝             | 敗             | 勝         | 敗         | 最終結果 |
| ---- | -------------- | -------------- | -- | ------------------ | ------------------ | ------------------ | -------------- | -------------- | ---------- | ---------- | -------- |
| 1995 | 日本リーグ     | 2部            | 29 | 10                 | 5                  | 位                 |                |                |            |            | 準優勝   |
| 1996 | 日本リーグ     | 2部            | 30 | 14                 | 1                  | 位                 |                |                |            |            | 優勝     |
| 1997 | 日本リーグ     | 1部            | 31 | 6                  | 10                 | C4位               |                |                |            |            | 8位      |
| 1998 | 日本リーグ     | 1部            | 32 | 6                  | 10                 | C4位               |                |                |            |            | 8位      |
| 1999 | 日本リーグ     | 1部            | 33 | 7                  | 9                  | T5位               |                |                |            |            | 9位      |
| 2000 | 日本リーグ     | SL             | 34 | 10                 | 11                 | 5位                | ---            | ---            | ---        | ---        | 5位      |
| 2001 | スーパーリーグ | スーパーリーグ | 1  | 15                 | 6                  | 2位                | 0              | 2              | ---        | ---        | 4位      |

※日本リーグ1部の第31回（1997年）から第33回（1999年）まではC（クーガー）、T（タイガー）のディビジョン制を導入。

※日本リーグ1部の第34回（2000年）のディビジョンはSL（プレスーパーリーグ）として実施。

## 主な歴代所属選手
- 間橋健生
- 塩屋清文
- 長谷川誠
- 目由紀宏
- 大場清悦
- 金子寛治
- 天野佳彦
- 祐木毅
- 岡村憲司
- 小納真良
- 斉藤勝一
- エリック・マッカーサー
- ワイス団
- ギャレン・ヤング